# 유원초등학교
유원초등학교는 대한민국 경상남도 함안군에 있는 공립 초등학교이다.

## 학교 연혁
- 1939년 11월 9일: 유원 간이학교 설립인가

## 참고 자료
- 유원초등학교 - 한국교육학술정보원 학교알리미